# Generální ředitelství pro humanitární pomoc a civilní ochranu
Generální ředitelství Evropské komise pro evropskou humanitární pomoc a civilní ochranu (ECHO), v minulosti nazývané Úřad humanitární pomoci Evropského společenství, je ředitelství Evropské komise zabývající se zahraniční humanitární pomocí a civilní ochranou.
V roce 2013 vynaložila EU prostřednictvím ECHO 1,35 miliardy eur na mimořádnou pomoc. EU je každoročně druhým největším dárcem humanitární pomoci již od roku 2000 (data jsou k dispozici do roku 2012). Spolu s členskými státy je EU největším dárcem humanitární pomoci na světě; například v roce 2009 poskytla EU více než 50 % veškeré humanitární pomoci. Projekty financované ECHO každý rok pomohou více než 120 milionům lidí v 90 různých zemích.
ECHO pro své humanitární zásahy nerealizuje přímé programy pomoci, ale financuje operace prostřednictvím sítě více než 200 partnerů (nevládní organizace, agentury OSN a mezinárodní organizace jako hnutí Červeného kříže/Červeného půlměsíce). V roce 2013 mělo ECHO 44 poboček v 39 zemích, v nichž působilo 149 mezinárodních expertů na humanitární problematiku a 315 místních zaměstnanců. Pobočky poskytují aktuální analýzy stávajících potřeb i předpovědi budoucích potřeb v dané zemi či regionu, přispívají k vývoji strategií zásahů a rozvoji politiky, poskytují technickou podporu operacím financovaným ECHO, zajišťují dostatečnou kontrolu těchto zásahů a usnadňují koordinaci jednotlivých dárců v terénu.
Kromě financování humanitární pomoci zodpovídá ECHO navíc za mechanismus civilní ochrany EU. Tento mechanismus vznikl v roce 2001 a podporuje spolupráci národních orgánů pro oblast civilní ochrany z celé Evropy. V současnosti se mechanismu účastní 31 zemí; všech 28 členských států EU a dále Island, Norsko a Severní Makedonie. Mechanismus byl vytvořen za účelem zajištění koordinované pomoci zúčastněných států obětem přírodních i člověkem způsobených pohrom v Evropě i jinde.
Když EU v roce 2012 obdržela Nobelovu cenu za mír, přijala Barrosova Komise jménem EU finanční odměnu a přidělila ji nové iniciativě Děti míru. V roce 2013 byly na projekty Dětí míru určeny přibližně 2 miliony eur. Tato částka byla pro rok 2014 navýšena na 4 miliony eur.

## Historie
Úřad humanitární pomoci Evropského společenství (ECHO) byl založen roku 1992 druhou Delorsovou Komisí. Se zrušením Evropského společenství v roce 2009 se úřad přejmenoval na Oddělení Evropské komise nebo Evropské unie pro humanitární pomoc, ale ponechal si svou původní zkratku ECHO.
Jmenování nového komisaře v roce 2010 s mandátem pro mezinárodní spolupráci, humanitární pomoc a řešení krizových situací odpovídá článkům 214 a 196 Lisabonské smlouvy, v níž hrají humanitární pomoc a civilní ochrana podstatnou úlohu. Oficiální název ECHO byl změněn na Generální ředitelství pro humanitární pomoc a civilní ochranu. Proměna úřadu ECHO zahrnovala přesunutí útvaru civilní ochrany z Generálního ředitelství pro životní prostředí na Generální ředitelství pro humanitární pomoc a civilní ochranu. Tato proměna je považována za krok vpřed k lepší spolupráci a rozhodování v oblasti, kde rychlá reakce může zachraňovat životy.
Mechanismus civilní ochrany EU také zřídil nové Středisko pro koordinaci odezvy na mimořádné události (ERCC), centrum civilní ochrany pro sledování pohrom a zvyšování připravenosti a odolnosti zemí jimi ohrožených. K poslednímu využití mechanismu civilní ochrany došlo během povodní v Bosně a Hercegovině a Srbsku.

## Mandát a zásady
V oblasti humanitární pomoci je ECHO zmocněno poskytovat pomoc a podporu při mimořádných událostech (v podobě materiálu a služeb) obětem konfliktů a přírodních pohrom či pohrom způsobených člověkem mimo EU. Tento mandát přesahuje i do oblasti prevence pohrom a pokrizových operací.
Evropská humanitární pomoc vychází z humanitárních zásad lidskosti, neutrality, nestrannosti a nezávislosti. Její poskytování tedy závisí na uplatňování mezinárodního humanitárního práva (MHP).
Lidskost znamená nutnost řešit lidské utrpení kdekoli na světě, zejména když postihuje ty nejzranitelnější skupiny.
Neutralita znamená, že humanitární pomoc nesmí upřednostňovat žádnou stranu ozbrojeného konfliktu nebo jiného sporu.
Nestrannost znamená, že humanitární pomoc musí být poskytována výhradně na základě potřeby, bez jakékoli diskriminace.
Nezávislost znamená oddělení humanitárních cílů od politických, ekonomických, vojenských či jakýchkoliv jiných cílů.
V roce 2007 přijala Evropská komise z iniciativy komisaře Louise Michela „Evropský konsensus o humanitární pomoci“ představující první evropský politický referenční text týkající se humanitární pomoci. Na přípravě textu Evropského konsensu se aktivně podílely nevládní organizace, a dokument tak může být pokládán za „nejkomplexnější text a nejbližší společný postoj s nevládními organizacemi”. Evropský konsensus zdůrazňuje humanitární zásady lidskosti, nestrannosti, neutrality a nezávislosti. Také uvádí, že „humanitární pomoc nepředstavuje nástroj pro krizové řízení“.
V roce 2012 vypracovalo ECHO první revizi Konsenzu od jeho zavedení. Ta vyzdvihuje potřebu silnějšího partnerství kvalitním výběrem partnerů a zajišťuje vyšší odpovědnost vůči občanům a zúčastněným subjektům.
V roce 2012 také ECHO a další dárci spolupracovali s meziagenturním stálým výborem (IASC) na vytvoření Transformačního programu. Byly odsouhlaseny zásady humanitárního vedení, zodpovědnosti a koordinace vedoucí ke zlepšení rychlosti, účinnosti a efektivity humanitární reakce. Navíc pod mandát ECHO přešla civilní ochrana, aby byla zajištěna lepší spolupráce a ochrana mezi třetími a regionálními státy a mezinárodními organizacemi.

## Právní předpisy
Od vstoupení Lisabonské smlouvy v platnost se činnost Evropské unie v oblasti humanitární pomoci řídí článkem 214 Smlouvy o fungování Evropské unie. Humanitární pomoc je sdílená souběžná kompetence: to znamená, že Unie zde uplatňuje autonomní politiku, která nebrání členským státům v uplatňování jejich kompetencí ani nestanovuje, že by politika Unie v této oblasti měla být pouze „doplňkovou“ k politikám členských států.
Do té doby humanitární pomoc vycházela z článku 179 Smlouvy o ES (politika rozvoje). Bývala součástí portfeje komisaře pro rozvoj, nejprve Louise Michela a během první Barrosovy Komise pak Karla de Guchta. Lisabonská smlouva poprvé ustanovila humanitární pomoc jako samostatnou oblast politiky ve Smlouvě o EU.
Podle definice v odstavci 214 by aktivity EU na poli humanitární pomoci měly poskytovat okamžitou pomoc lidem ve třetích státech, kteří se stali oběťmi přírodních pohrom nebo pohrom způsobených člověkem. Článek 214 též znovu vypočítává zásady humanitární pomoci, tedy dodržování mezinárodního práva a principy lidskosti, nestrannosti, neutrality a nediskriminace.
V roce 2013 Komise schválila nové právní předpisy o mechanismu civilní ochrany EU, které zajišťují lepší koordinaci a podporu za účelem zvýšení účinnosti prevence, přípravy a systémů reakce během pohrom. Tyto právní předpisy zřídily dobrovolný fond předem vyčleněných kapacit a materiálů, síť pro výcvik osob, které na situace reagují jako první, a stanovily nový přístup k řízení rizik pohrom pro 31 zúčastněných států.
Lisabonská smlouva také zavádí Evropský dobrovolnický sbor humanitární pomoci (článek 214 Smlouvy o fungování EU), který umožňuje přímé zapojení těch Evropanů, kteří si přejí přímo se účastnit humanitárních akcí.

## Dobrovolnický sbor EU Aid Volunteers
Evropská komise se rozhodla iniciovat vytvoření více než 18 000 pozic pro občany, kteří budou v období let 2014 až 2020 působit jako dobrovolníci při humanitárních situacích na celém světě. Tato iniciativa provádí společný výcvik dobrovolníků v rámci evropského výcvikového programu; následně se tito dobrovolníci účastní práce v certifikovaných humanitárních organizacích. Finanční podpora, zaměřená na budování odolnosti a kapacity civilní ochrany, byla v roce 2012 schválena pro pět pilotních projektů zahrnujících přibližně 150 dobrovolníků.
Evropský parlament (EP) hlasoval pro iniciativu v únoru 2014. Dobrovolnické pozice zahrnují nasazení v humanitárních akcích financovaných EU po celém světě, práci v humanitárních organizacích na území EU či asistenci při operacích poskytovanou z domova pomocí internetu.
Zapojené nevládní organizace procházejí procesem certifikace, jehož cílem je zajistit, že předmětné organizace splňují Evropské normy v oblasti řízení dobrovolníků.

## Rozpočet
V roce 2013 činil rozpočet ECHO na méně než jedno procento celého rozpočtu EU. Evropská komise navíc v reakci na krize a nečekané pohromy využívala svou rezervu na pomoc při mimořádných událostech. Rozpočet s rezervními fondy činil v roce 2013 celkem 1,24 miliardy eur. Co se týče humanitární pomoci, ECHO ji poskytlo více než 120 milionům lidí v 90 státech mimo EU, z nichž 39 bylo označeno za státy nacházející se v krizové situaci. Co se týče civilní ochrany, mechanismus civilní ochrany byl v roce 2013 aktivován 36krát, a to jak v EU, tak za jejími hranicemi.
Největší podíl finančních zdrojů je určen na potraviny a výživu (40 %). Dalšími hlavními oblastmi aktivit jsou zdravotnictví a lékařský sektor (včetně psychologické podpory) (13 %), voda a hygiena (13 %), přístřeší (19 %) a ochrana (7 %). ECHO vyčlenilo na rok 2013 3 % rozpočtu na přípravu na pohromy, což představuje pokles oproti roku 2012. Představovala civilní ochrana 2 % rozpočtu.
V roce 2013 bylo 40 % rozpočtu vynaloženo v Africe, 18 % v Asii, Latinské Americe, Karibiku a Tichomoří a 32 % na Blízkém východě a ve Středomoří.
Rozvojová pomoc dosáhla historického maxima v roce 2010. Spolu s pomocí poskytovanou jednotlivě členskými státy je Unie největším dárcem pomoci na světě. Z celkových 9,8 miliard eur humanitární pomoci poskytnutých na světě v roce 2010 bylo 41 % poskytnuto EU.
Rozpočet pro rok 2014 obsahuje téměř miliardu eur v příslibech humanitární pomoci a civilní ochrany.

## Strategie
ECHO má mandát zachraňovat a chránit život v mimořádných situacích a v situacích, které po nich bezprostředně následují, bez ohledu na to zda jsou tyto situace způsobené přírodou či lidmi. V rámci naplňování těchto principů se Komise snaží sestavit každý rok strategický dokument za účelem účinné a řádné koordinace a přípravy programu aktivit a přijetí nestranného přístupu založeného na potřebách.
V roce 2013 ECHO plánovalo zaměřit humanitární pomoc na téměř 90 zemí. Určilo pět nejvýznamnějších oblastí humanitárních operací, konkrétně oblast Sahelu v západní Africe, včetně reakcí na konflikt v Mali (82 milionů eur), Súdán a Jižní Súdán (80 milionů eur), Demokratická republika Kongo (54 milionů eur), Pákistán (42 milionů eur) a Somálsko (40 milionů eur). Dále je 40 % humanitární pomoci ECHO určeno pro subsaharskou Afriku.
Rozpočtová rezerva byla využita k reakci na velké humanitární krize v Sýrii, Mali, oblasti Sahelu, Jižním Súdánu, Demokratické republice Kongo, Myanmaru a na Filipínách. ECHO také finančně podporuje méně známá místa postižená krizí, například Bangladéš, Kolumbii, Jemen, Alžírsko, Pákistán či Myanmar.

## Veřejné mínění
Speciální průzkum Eurobarometr v oblasti humanitární pomoci z roku 2012 ukázal, že občané v Evropě vykazují vysokou míru solidarity s oběťmi konfliktů a přírodních pohrom za hranicemi. 9 z 10 občanů si myslelo, že „je podstatné, že EU financuje humanitární pomoc za svými hranicemi“ a 8 z 10 se domnívalo, že „koordinovaná akce civilní ochrany EU je účinnější než individuální akce jednotlivých zemí“.